# 달려가는 순간
《달려가는 순간》(走り出す瞬間 하시리타스슌칸[*])은 일본의 여성 아이돌 그룹 히라가나 케야키자카46의 데뷔 음반. 2018년 6월 20일에 소니 레코드에서 발매됐다.

## 개요
히라가나 케야키자카46의 사상 첫 데뷔 음반이다.